# Terminologia Anatomica
La Terminologia Anatomica (TA) racchiude la nomenclatura internazionale standard di riferimento nell'ambito dell'anatomia umana, raccogliendo indicazioni terminologiche relative a circa 7500 strutture anatomiche umane macroscopiche. È redatta in lingua latina, con traduzioni ufficiali in inglese, spagnolo e portoghese. La prima edizione risale al 1998, quando l'opera sostituì lo standard precedente, Nomina Anatomica, un'opera solo in latino della quale fu creata un'edizione in cinque lingue nel 1989 (oltre al latino: cinese, francese, esperanto, inglese).

## Sviluppo
Vede la luce grazie agli sforzi del Comitato Federativo sulla Terminologia Anatomica (FCAT) e della Federazione Internazionale delle Associazioni degli Anatomisti (IFAA); è stata pubblicata nel 1998. Ha, di fatto, soppiantato la nomenclatura di riferimento fino ad allora utilizzata, rappresentata dal volume dei Nomina Anatomica. Il mese di aprile 2011 ha salutato la pubblicazione online della TA su iniziativa del Programma Internazionale Federativo sulle Terminologie Anatomiche (FIPAT), ossia l'erede della FCAT.

## Categorizzazione delle strutture anatomiche
La TA si articola nei seguenti capitoli:
- A01: Anatomia generalis
- A02: Ossa
- A03: Juncturae
- A04: Musculi
- A05: Systema digestorium
- A06: Systema respiratorium
- A07: Cavitas thoracis
- A08: Systema urinarium
- A09: Systemata genitalia
- A10: Cavitas abdominis et pelvis
- A11: Glandulae endocrinae
- A12: Systema cardiovasculare
- A13: Systema lymphoideum
- A14: Systema nervosum
- A15: Organa sensuum
- A16: Integumentum commune